# Centaurea parlatoris
Centaurea parlatoris là một loài thực vật có hoa trong họ Cúc. Loài này được Heldr. mô tả khoa học đầu tiên năm 1843.